# Charaxes scylax
Charaxes scylax är en fjärilsart som beskrevs av Butler 1896. Charaxes scylax ingår i släktet Charaxes och familjen praktfjärilar. Inga underarter finns listade i Catalogue of Life.